# Erik Adolf von Willebrand
Erik Adolf von Willebrand (Vaasa, Grão-Ducado da Finlândia, Império Russo, 1 de fevereiro de 1870 — Pernå, Finlândia, 12 de setembro de 1949) 
foi um médico finlandês que fez grandes contribuições para a hematologia. A doença de von Willebrand e o fator de von Willebrand são nomeados em sua homenagem. Ele também pesquisou metabolismo, obesidade e gota, e foi um dos primeiros médicos finlandeses a usar insulina para tratar um coma diabético.
Von Willebrand formou-se em medicina em 1896 pela Universidade de Helsinque, onde obteve seu doutorado em 1899. Trabalhou na Universidade de Helsinque de 1900 a 1930. De 1908 até sua aposentadoria em 1933, foi chefe do departamento de medicina no Hospital Deaconess em Helsinque, onde também foi médico-chefe de 1922 a 1931.
Em 1924, von Willebrand foi consultado sobre uma jovem com um distúrbio hemorrágico. Ele descreveu esse distúrbio em 1926, distinguindo-o da hemofilia. O distúrbio recebeu o nome dele, ficando conhecido como doença de von Willebrand. A causa da doença foi descoberta mais tarde como sendo uma deficiência de uma proteína, agora conhecida como fator de von Willebrand, que permite a hemostasia.

## Infância e educação
Von Willebrand nasceu em 1 de fevereiro de 1870 em Vaasa, então parte do Grão-Ducado da Finlândia no Império Russo. Ele era o terceiro filho de Fredrik Magnus von Willebrand e Signe Estlander. Fredrik recebeu educação militar e depois se tornou engenheiro. Von Willebrand pertencia a uma família nobre alemã; seus ancestrais se estabeleceram na Finlândia no século XVIII. Sua família pertencia à minoria de língua sueca na Finlândia.
Von Willebrand frequentou o Vaasa Lyceum, onde se destacou em botânica, química e zoologia. Durante este tempo, passou seus verões coletando espécimes botânicos, lepidopterológicos e ornitológicos, e seus invernos explorando o Golfo de Bótnia. Após obter seu bacharelado em 1890, começou seus estudos na Universidade de Helsinque, então conhecida como a Universidade Imperial de Alexandre na Finlândia.
Antes de se qualificar como médico em 1896, ele passou os verões de 1894 e 1895 trabalhando como médico júnior em um spa em Åland. Após a formatura, von Willebrand tornou-se médico assistente no departamento de medicina do Hospital Deaconess em Helsinque, onde Ossian Schauman supervisionou sua tese de doutorado sobre as alterações na contagem das células sanguíneas após a punção venosa. As primeiras investigações hematológicas de von Willebrand também renderam um estudo sobre a regeneração do sangue na anemia e uma descrição de um método para coloração de esfregaços de sangue usando eosina e azul de metileno.
Ele recebeu seu Ph.D. em 1899 da Universidade de Helsinque, para a tese Zur Kenntnis der Blutveränderungen nach Aderlässen (“Sobre o conhecimento das alterações sanguíneas após a punção venosa”).

## Carreira
Após a conclusão de sua dissertação em 1899, von Willebrand foi nomeado médico-chefe de um spa em Heinola, e mudou seu interesse da hematologia para a fisiologia aplicada. De 1900 a 1906, lecionou anatomia e mais tarde fisiologia na Universidade de Helsinque. Durante este período, pesquisou a termoterapia, particularmente os efeitos das saunas sobre a saúde, e fototerapia, e inventou um aparelho para medir a excreção dérmica de dióxido de carbono e água.
No entanto, o interesse de von Willebrand pela clínica médica superou seu interesse pela balneologia e fisioterapia, e em 1907 ele assumiu o cargo de médico-chefe de um hospital municipal em Helsinque. Em 1908, foi nomeado docente de clínica médica na Universidade de Helsinque. Concomitante com esta nomeação, ele sucedeu Schauman como chefe do departamento de medicina do Hospital Deaconess em Helsinque. Ele também assumiu o laboratório do Hospital Deaconess, que era conhecido por seus serviços hematológicos. Nesta posição, estudou metabolismo, obesidade e gota. Em 1912, desenvolveu um método para medir corpos cetônicos na urina, e no ano seguinte discutiu tratamentos dietéticos para diabete. Em 1918, quase duas décadas após seu último artigo do tipo, von Willebrand retomou a publicação de trabalhos hematológicos, divulgando estudos sobre anemia aplástica, hipocrômica e perniciosa. Ele também publicou um estudo sobre as condições das válvulas cardíacas com base em dados de mais de 10 mil autópsias realizadas em Helsinque de 1867 a 1916, e foi pioneiro no uso da insulina, descrevendo em 1922 seu uso no tratamento de comas diabéticos. Em fevereiro de 1924, tirou com sucesso um paciente moribundo de um coma diabético através da aplicação de insulina, usando parte do primeiro lote do hormônio já entregue à Finlândia.
Von Willebrand permaneceu na Universidade de Helsinque até 1930.Ele foi médico-chefe do Hospital Deaconess de 1922 a 1931, e tornou-se professor honorário em 1930. Permaneceu chefe do departamento de medicina do Hospital Deaconess até sua aposentadoria em 1933. Von Willebrand continuou a publicar artigos após sua aposentadoria. Em seu 75.º aniversário, lançou seu último artigo, intitulado En genetisk blodsykdom blant innbyggerne på Åland (“Uma doença genética do sangue entre os ilhéus de Åland”).

### Doença de von Willebrand
Em abril de 1924, von Willebrand foi consultado sobre Hjördis Sundblom, uma menina de cinco anos com sangramento grave. Hjördis era a nona de 11 filhos de uma família de Föglö, uma das Ilhas Åland. Ela tinha sangramento regular do nariz, lábios, gengivas e pele, assim como seis de seus irmãos. Três de suas irmãs morreram devido à condição, e oito anos depois Hjördis morreu devido à menorragia. Hjördis foi levada ao laboratório de von Willebrand em Helsinque e ele mesmo não visitou Föglö, mas com a cooperação de um professor local mapeou o gráfico de linhagem da família. Descobriu que a condição estava presente nas três gerações anteriores, em ambos os lados da família de Hjördis. 16 das 35 mulheres analisadas tinham a condição (em grau leve ou grave), e 7 dos 31 homens analisados tinham a condição (em grau leve). Uma análise da hereditariedade envolvida levou von Willebrand a supor que a herança era dominante, em contraste com a hemofilia, que era conhecida por ser um distúrbio recessivo. A condição também diferia da hemofilia, pois afetava as mulheres pelo menos com a mesma frequência que os homens.
Ele publicou um artigo em língua sueca em 1926 sobre a doença, intitulado Hereditär pseudohemofili (“pseudo-hemofilia hereditária”). Ele fez referência a seis publicações anteriores dos anos de 1876 a 1922, totalizando 19 casos em famílias com diátese hemorrágica. Os autores anteriores atribuíram a condição à hemofilia (mesmo nos casos de mulheres) ou à trombopatia, descoberta pouco antes como a causa do que anteriormente era conhecido como púrpura hemorrágica ou doença de Werlhof. Von Willebrand também realizou exames hematológicos em Hjördis e em alguns de seus familiares. Ele registrou um número normal ou ligeiramente reduzido de plaquetas e uma retração ininterrupta do coágulo, ao contrário da trombastenia de Glanzmann. O tempo de sangramento (Duke) foi muito prolongado, chegando a mais de 2 horas em alguns casos, enquanto o tempo de coagulação estava na faixa normal. Ele concluiu que a doença era uma nova forma de trombopatia ou uma condição do endotélio capilar.
Von Willebrand publicou uma versão em alemão do Hereditär pseudohemofili em 1931, que atraiu a atenção internacional na doença. Amostras de sangue foram enviadas para pesquisadores do Johns Hopkins Hospital em Baltimore, Maryland, e para vários pesquisadores na Europa, incluindo Rudolf Jürgens em Leipzig. Jürgens entrou em contato com von Willebrand e juntos realizaram estudos em seus pacientes. Eles também pesquisaram hemorreologia, buscando entender o mecanismo subjacente dos distúrbios hemorrágicos. Em 1933, escreveram um relato sobre a doença, renomeando-a como “trombopatia constitucional”. Numerosos artigos foram publicados posteriormente sobre a doença e tornou-se conhecida como doença de von Willebrand entre o final da década de 1930 e o início da década de 1940.
Em 1957, descobriu-se que a doença de von Willebrand é causada por uma deficiência de uma proteína no plasma sanguíneo que permite a homeostasia. A proteína foi caracterizada em 1971 sendo conhecida como fator de von Willebrand. O fator de von Willebrand tem duas funções. Em primeiro lugar, é a molécula transportadora para o fator VIII, o fator anti-hemofílico. Em segundo lugar, promove a agregação de plaquetas e fixação à parede do vaso. Em 2011, Jan van Gijn e Joost P. Gijselhart, escrevendo na revista médica Nederlands Tijdschrift voor Geneeskunde, comentaram que von Willebrand não estava muito errado quando chamou a doença de “pseudo-hemofilia hereditária”.

## Vida pessoal e morte
Em sua vida pessoal, von Willebrand foi descrito como um homem de boas maneiras e modesto. Casou-se com Walborg Maria Antell em 1900 e teve duas filhas. Como membro da minoria de língua sueca na Finlândia, ele foi um defensor do Folkhälsan de Ossian Schauman, que promovia bem-estar social e assistência médica para finlandeses de língua sueca. Sua pesquisa sobre a condição de sangramento dos ilhéus de Åland foi de particular interesse para ele, pois era um distúrbio hereditário que afetava a minoria de língua sueca. Após sua aposentadoria em 1933, tornou-se um ávido jardineiro e defensor da conservação da natureza.
Von Willebrand morreu em 12 de setembro de 1949, aos 79 anos. Em 1994, foi homenageado com um selo emitido por Åland. O selo era um em um conjunto de dois: o outro comemorava Erik Jorpes, conhecido por seu trabalho pioneiro na heparina.

## Publicações
A seguinte lista de publicações foi compilada de Lassila, R.; Lindberg, O. (2013). "Erik von Willebrand". Haemophilia. 19 (5): 645.
- Schauman, Ossian; von Willebrand, E. A. (1899). «Einige bemerkungen über die blutregeneration bei der Chlorose». Berliner Klinische Wochenschrift (em alemão). 1
- Tallqvist, Theodor; von Willebrand, E. A. (1899). «Zur Morphologie der weissen Blutkörperchen des Hundes und des Kaninchens». Skandinavisches Archiv für Physiologie (em alemão). 10
- von Willebrand, E. A. (1899). «Zur Kenntnis der Blutveränderungen nach Aderlässen» (Dissertation) (em alemão)
- von Willebrand, E. A. (1901). «Eine Methode für gleichzeitige Combinationsfärbung von Bluttrockenprepataten mit Eosin und Methylenblau». Deutsche Medizinische Wochenschrift (em alemão). 4
- von Willebrand, E. A. (1902). «Über die Kohlensäuren- und Wasserascheidung durch die haut des Mänchens». Skandinavisches Archiv für Physiologie (em alemão). 13: 337–358. doi:10.1111/j.1748-1716.1902.tb00520.x
- von Willebrand, E. A. (1902). «Om hetluftbehandlingens fysiologi». Finska Läkaresällskapets Handlingar (em sueco). 44: 435–456
- von Willebrand, E. A. (1902). «En universal färgningsmetod med eosin och metylenblätt». Finska Läkaresällskapets Handlingar (em sueco). 44: 543–552
- von Willebrand, E. A. (1903). «Om den lokala hetluftsbehandlingen enligt Biers metod». Finska Läkaresällskapets Handlingar (em sueco). 45: 197–218
- von Willebrand, E. A. (1903). «Om den moderna ljusbehandlingen». Finska Läkaresällskapets Handlingar (em sueco). 45: 435–456
- von Willebrand, E. A. (1903). «Morbus Addison med atrofi av binjurarna». Finska Läkaresällskapets Handlingar (em sueco). 45: 536–592
- von Willebrand, E. A. (1906). «Zur Physiologie und Klinik der Heissluftbehandlung». Skandinavisches Archiv für Physiologie (em alemão). 19: 123–161. doi:10.1111/j.1748-1716.1907.tb00017.x
- von Willebrand, E. A. (1906–1907). «Om fettsotens orsaker och dess behandling». Kliniska Föredrag Nord Tidsk Ther (em sueco). 5: 129–137, 161–170, 199–212
- von Willebrand, E. A. (1907). «Ett fall av cerebral hemianopsi». Finska Läkaresällskapets Handlingar (em sueco). 49
- von Willebrand, E. A. (1907–1908). «Om giktens behandling». Kliniska Föredrag Nord Tidsk Ther (em sueco). 6: 353–358
- von Willebrand, E. A. (1910). «Bidrag till kännedomen om meralgia paresthetica». Finska Läkaresällskapets Handlingar (em sueco). 52: 491–505
- von Willebrand, E. A. (1911–1912). «Om den konstitutionella fettsotens patogenes och behandling». Nord Tidsk Ther (em sueco). 10: 132–143
- von Willebrand, E. A. (1911). «Om sockersjukans patogenes enligt nyare teorier». Finska Läkaresällskapets Handlingar (em sueco). 53: 363–370
- von Willebrand, E. A. (1912). «En metod for approximativ uppskattning af acetonkroppsmängden i urinen». Finska Läkaresällskapets Handlingar (em sueco). 54: 515–524
- von Willebrand, E. A. (1913). «Om behandlingen av diabetes med sockerlavemang». Finska Läkaresällskapets Handlingar (em sueco). 55: 412–423
- von Willebrand, E. A. (1914). «Kolhydratkurer och alkalibehandling vid diabetes mellitus». Finska Läkaresällskapets Handlingar (em sueco). 56: 1277–1334
- von Willebrand, E. A.; Cedercreutz, Axel (1915). «Lärebog i intern medicin». Finska Läkaresällskapets Handlingar (Book review) (em sueco). 57: 210–219
- von Willebrand, E. A. (1918). «Till kännedom om den aplastiska anemien». Finska Läkaresällskapets Handlingar (em sueco). 60: 859–922
- von Willebrand, E. A. (1918). «Klinisk-statistiska studier ofver hjärtvalvelfelen». Finska Läkaresällskapets Handlingar (em sueco). 60: 1107–1143
- von Willebrand, E. A. (1922). «Perniziöse Anemie mit ungewöhnlichem Remissionsstadium». Acta Medica Scandinavica (em alemão). 56: 419–431
- von Willebrand, E. A. (1923). «Die gesundheitszustand bei Personen, die früher an Chlorose gelitten haben». Acta Medica Scandinavica (em alemão)
- von Willebrand, E. A. (1924). «Coma diabeticum- Insulinbehandling». Finska Läkaresällskapets Handlingar (em sueco). 66: 255–273
- von Willebrand, E. A. (1926). «Hereditär pseudohemofili». Finska Läkaresällskapets Handlingar (em sueco). 68: 87–112
- von Willebrand, E. A. (1931). «Über hereditäre pseudohämophilie». Acta Medica Scandinavica (em alemão). 76: 521
- von Willebrand, E. A. (1933). «Hepatogen hemorrhagisk diates». Finska Läkaresällskapets Handlingar (em sueco). 75: 829–846
- von Willebrand, E. A.; Jürgens, Rudolf (1933). «Über ein neues vererbbares Blutungsübel:Die konstitutionelle Thrombopathie». Deutsches Archiv für klinische Medizin (em alemão). 175: 453–583
- von Willebrand, E. A.; Jürgens, Rudolf (1933). «Über eine neue Bluterkrankheit, die konstitutionelle thrombopathie». Klinische Wochenschrift (em alemão). 12 (11): 414. doi:10.1007/bf01756258
- von Willebrand, E. A.; Jürgens, Rudolf; Dahlberg, Ulf (1934). «Konstitutionell trombopati, en ärftlig blodarsjukdom». Finska Läkaresällskapets Handlingar (em sueco). 76: 194–232
- von Willebrand, E. A. (1938). «Rasfrågor i modern belysning». Östnylandsk Ungdom (em sueco): 5
- von Willebrand, E. A. (1939). «Rasfrågor i modern belysning II». Östnylandsk Ungdom (em sueco): 3
- von Willebrand, E. A.; Olin, J. (1939). «Nyare erfarenheter om de hemorrhagiska diateserna». Nordisk Medicin (em sueco). 2: 1743
- von Willebrand, E. A. (1941). «De hereditära trombopatierna». Nordisk Medicin (em sueco). 12: 3317
- von Willebrand, E. A. (1942). «Om naturskyddet i Finland». Östnylandsk Ungdom (em sueco)
- von Willebrand, E. A. (1942). «Svenskbygdens befolkningsfråga». Östnylandsk Ungdom (em sueco)
- Lemberg, Bertel; von Willebrand, E. A. (1939). «Naturstudier och naturskydd i Pernå skärgård». Finlands Natur (em sueco). 1: 9
- von Willebrand, E. A. (1945). «En genetisk blodsykdom blant innbyggerne på Åland». Nordenskiöldsamfundets Tidskr (em sueco). 5: 44–55